# Tesouro de Hoxne
O Tesouro de Hoxne (em inglês:Hoxne Hoard) é o maior tesouro de prata e ouro da Britânia e a maior coleção de moedas de ouro e prata dos séculos IV e V encontrados dentro do Império Romano, localizado com um detector de metais na vila de Hoxne em Suffolk, Inglaterra, em 16 de novembro de 1992. O tesouro consiste aproximadamente de 15 mil moedas de ouro, prata e bronze romanas do final do século IV e início do século V e aproximadamente 200 itens de utensílios de prata e joias de ouro. Os objetos estão no Museu Britânico em Londres, onde as peças mais importantes e uma seleção do restante estão em exibição permanente. Em 1993, o Comitê de Avaliação do Tesouro avaliou o tesouro em 1,75 milhões de libras esterlinas.
O conjunto foi enterrado em uma caixa de carvalho, ou um pequeno baú, cheia de itens em metal precioso, classificados principalmente por tipo, alguns em caixas menores de madeira e outros em sacos ou embrulhados em tecido. Restos do baú e acessórios, como dobradiças e fechaduras, foram recuperados na escavação. As moedas do tesouro estabelecem uma data pós 407 d.C., que coincide com o fim da Grã-Bretanha como província romana.  Os donos e os motivos para que o conjunto tenha sido enterrado são desconhecidos, mas tudo foi cuidadosamente embalado e o conteúdo parece consistente com o que uma única família muito rica poderia ter possuído. É provável que o tesouro represente apenas uma parte da riqueza de seu proprietário, dada a falta de grandes vasos de prata e de alguns dos tipos mais comuns de joias.
O Tesouro de Hoxne contém diversos objetos raros e importantes, como uma corrente de ouro e pimenteiros (piperatoria) banhados a prata dourada, incluindo o pimenteiro da Imperatriz. O tesouro também possui particular importância arqueológica, pois foi escavado por arqueólogos profissionais, com os itens praticamente intactos. A descoberta ajudou a melhorar o uso de detectores de metais entre arqueólogos profissionais e influenciou uma mudança na legislação inglesa referente a achados de tesouros.
O material estava concentrado em um único local, dentro de restos completamente deteriorados de um baú de madeira, organizados por tipo. Peças como conchas e tigelas foram empilhadas umas dentro das outras, e outros itens foram agrupados de forma a serem mantidos dentro de uma caixa interna.  Alguns itens foram revirados por touperias e outros animais escavadores, além do trabalho de arados e máquinas agrícolas, mas com pouca intervenção nas peças. Foi possível determinar o layout original dos artefatos dentro do contêiner e a existência do próprio contêiner, devido à pronta notificação sobre a descoberta aos órgãos oficiais, o que permitiu que fosse escavado in situ por arqueólogos profissionais.